# Jean Clément Martin

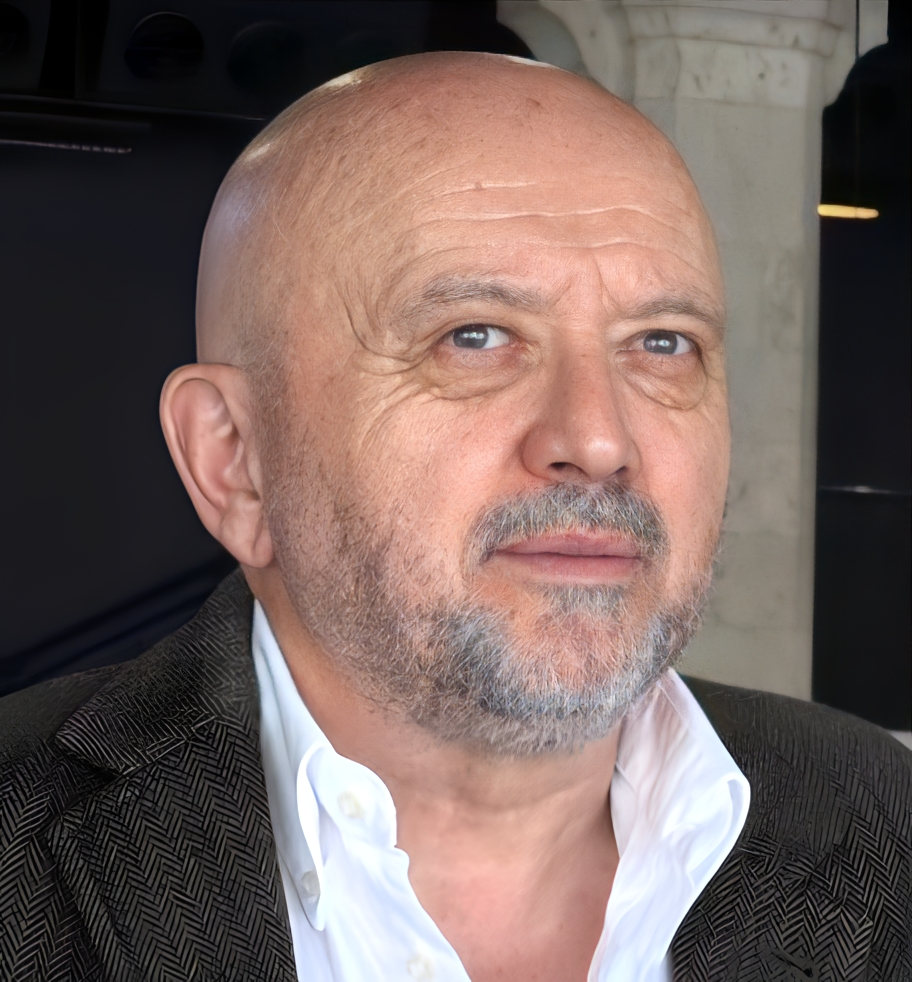
Jean-Clément Martin en 2018.

Jean-Clément Martin (Thouars, Deux-Sèvres, 31 de enero de 1948) es un historiador francés, especialista en la Revolución Francesa, la Contrarrevolución y la Guerra de Vendée. Una de sus obras principales ha sido traducida al español con el título La Revolución francesa. Una nueva historia.

## Carrera académica
Agrégé en 1973, doctor (1978), luego doctor de Estado en historia (1987), fue profesor en París XIII (1988), profesor de historia contemporánea en la Universidad de Nantes y luego, en 2000, profesor de historia de la Revolución Francesa en la Universidad de París 1 Panthéon-Sorbonne y director del Instituto de Historia de la Revolución Francesa (CNRS). Desde 2008, es profesor emérito de la Universidad París I-Panthéon-Sorbonne.
Recibió el Gran Premio Gobert de la Academia Francesa en 2025 por La Grande Peur de juillet 1789  (Tallandier, 2024) y por el conjunto de su obra[.
Jean-Clément Martin se opone a considerar las operaciones ordenadas en Vendée por la Convención, ya sean las columnas infernales o los ahogamientos de Nantes, como genocidio. Para él, «hubo crímenes de guerra y batallas abominables, eso está claro, pero en ningún caso hubo genocidio» durante las guerras de Vendée, siendo la Revolución Francesa un episodio de guerra civil con lo que eso significa en términos de vacío de Estado, competencia por el poder y explosión de violencia.